# 김영서 (1882년)
김영서(金永瑞, 1882년 11월 23일 ~ 1975년 12월 13일)는 대한제국 독립운동가이다. 호(號)는 좌천(佐川).

## 생애

### 어린 시절과 청년 시절
경상도 부산 佐川洞 255番地 백부 본가에서 출생하였으며 지난날 한때 경상도 밀양과 경상도 김해에서 잠시 유아기를 보낸 적이 있고 그 후 경상도 의성과 경상도 울산에서 잠시 유년기를 보낸 적이 있는 그는 1888년 경상도 대구 東區域 新川洞 630番地 향리 분가로 본격 이주하여 성장하였고 그 후 1899년 5월에서 1906년 5월까지 대한제국 하급 관료(강원도 홍천군 군서기관) 직책을 지낸 그는 1906년 5월에 대한제국 하급 관료 직책을 사퇴 후 1909년 8월에 경상북도 대구 계성고등보통학교 교사로 임용되었으며 그 후 1919년 경상북도 대구에서 3·1 운동을 목도하였다.

### 3·1 대한 독립 만세 운동 이후
1919년 3월 8일 대구(大邱) 서문(西門) 장날을 이용하여 이만집(李萬集)·권의윤(權義允)·김태련(金兌鍊) 등과 대한 독립 만세 운동을 주동하였다. 이곳은 1919년 2월 24일 경상도의 대한 독립 만세 운동 연락 책임자였던 3·1운동 민족대표 33인 중 한 사람인 이갑성(李甲成)이 대구에 내려와서, 제일교회에서 기독교계의 유지 이만집·이상백(李相柏)·백남채(白南埰) 등과 만나 국내외의 정세를 설명하고, 3월 2일 세브란스 의학전문학교 학생인 이용상(李容祥)을 통하여 약 2백여매의 대한독립선언서를 전달하면서부터 대한 독립 만세 운동이 시작되었다. 그 당시 경상북도 대구 계성중학교(慶尙北道 大邱 啓聖高等普通學校) 교사였던 그는 이 소식을 듣고 이만집·김태련·권의윤·이상백·백남채·정재순(鄭在淳)·정광순(鄭光淳)·최상원(崔相元)·최경학(崔敬學) 등과 함께 만나 서문 장날인 3월 8일 오후 3시를 기하여 독립만세시위를 일으키기로 결의하였으며, 각자가 주민과 학생들의 동원을 책임지기로 되어, 그도 경상북도 대구 계성고등보통학교 학생들의 동원을 담당하게 되었다.
한편 독립만세운동 계획을 전해들은 경상북도 대구고등보통학교(慶尙北道 大邱高等普通學校)에서는 허범(許範)·백기만(白基萬)등의 학생이 주동이 되어 계성중학교 학생들과 합동하여 시위하기로 결의하였으며, 경상북도 대구 거사 계획을 듣고 경상북도 대구로 내려온 김무생(金武生)·박제원(朴齊元)이 서울과 평양에서 일어난 대한 독립 만세 시위에서 여자들의 활약상을 전하여 주고 신명여자고등보통학교(信明女子高等普通學校) 학생들도 이 시위에 적극 참가하도록 궐기를 촉구하였다. 또한 기독교 계통의 성경학교(聖經學校)에도 연락을 하여 연합시위를 일으키기로 약속하였다.
3월 6일에는 이갑성이 이만집에게 보낸 독립선언서를 전해 받은 김태련이 집에서 이를 등사하고, 「대한독립기」라고 쓴 큰 기와 크고 작은 태극기 40여매를 만드는 등, 사전준비가 진행되어 가고 있는데, 거사에 앞서 3월 3일 홍주일(洪宙一)이, 3월 7일에는 백남채가 일경에게 예비 검속되어 주동인물들을 긴장시켰으나, 거사 계획은 변함없이 추진되었다.
3월 8일 아침 일찍부터 도청 정문 등 요소에 태극기와 격문이 살포되었으며, 오후 3시경에는 그도 주동자들과 함께 독립선언식을 거행하고, 1천여명으로 늘어난 시위군중의 선두에서 독립만세를 고창하며 일본 경찰과 기마대의 제지를 물리치며 시가지를 행진하였다.
그러나 그가 시위군중과 함께 경찰서 앞의 제지선을 뚫고 중앙파출소를 거처, 달성군청(達城郡廳)앞 삼각지에 이르렀을 때, 6대의 기관총으로 무장하여 대기중이던 일본군 80연대와 대치하게 되어, 부득이 행진을 멈출 수밖에 없었다.
이에 일본 헌병과 경찰은 시위대열로 뛰어들어, 닥치는 대로 시위군중을 구타하며 검거하기 시작하였으며, 그도 이때 체포되어, 이해 4월 18일 대구지방법원에서 징역 2년형을 받고 옥고를 치렀고 1921년에 만기출감하였다.

### 1945년 광복 이후
그 후 1945년 경상북도 월성군 경주읍에서 8·15 조선 광복을 목도하였으며 1946년 4월 26일에서 1948년 5월 31일까지 한국독립당 행정자치사무위원 직위를 지냈고 1948년 5월 31일을 기하여 한국독립당 탈당을 하였으며 1949년에는 6개월간 성균관대학교 겸임교수 직위를 잠시 지냈다.

## 사후
대한민국 정부에서는 고인의 공훈을 기리고자 1977년 6월 6일을 기하여 대한민국 대통령 표창장을, 1990년 3월 1일을 기하여 대한민국 건국훈장 애족장을 각각 추서하였다.